# Windermere (Cumbria)
Windermere è un paese di 2.295 abitanti della contea del Cumbria, in Inghilterra.
La località si trova nei pressi del lago omonimo.